# Могитич Іван Романович
Моги́тич Іва́н Рома́нович  (22 січня 1933, с. Підліски, Долинський повіт — 4 червня 2006) — народний архітектор України (1996), директор Українського регіонального спеціалізованого науково-реставраційного проєктного інституту «Укрзахідпроектреставрація», член Комітету із Державної премії України в галузі архітектури, лауреат Державної премії України в галузі архітектури (2007, посмертно).

## Біографія
Народився в селі Підліски, Долинський повіт, Станиславівське воєводство, Польська республіка, в родині вчителя Романа Могитича (1890–1956) та Євдокії Кобрин (1895–1969). Був найменшою, п'ятою дитиною. 1950 року поступив інженерно-будівельний факультет Львівського політехнічного інституту. 1954 року проходив практику при будівництві Хрещатика. 1955 року завершив навчання з дипломом інженера-будівельника.
Працював за фахом у Львові як інженер, майстер, виконроб. Менш як за рік став головним інженером будівельного управління. У той час під його керівництвом споруджено промислові об'єкти і житлові будинки у смт Соснівці, корпуси заводу «Львівсільмаш», забудову мікрорайону «Новий Львів». 1961 року переїхав до Києва, де став науковим працівником реставраційної установи. Від 1964 року — головний архітектор Львівської реставраційної майстерні. 1980 року реорганізував установу в Комплексну архітектурно-реставраційну майстерню у складі Інституту «Укрпроектреставрація». Послідовно впроваджував в обіг українську термінологію — у 1980-х роках заклад був єдиним в УРСР, що випускав документацію українською мовою. Від 1988 року майстерня стала повноцінною філією інституту, а від 1991 року — самостійним регіональним Інститутом «Укрзахідпроектреставрація». Іван Могитич очолював інститут до 2005 року.
1979 року захистив дисертацію «Народні традиції у високогірному будівництві Гуцульщини та їх місце в етнічній історії Карпат». У 1965–1966 роках член підпільної організації «Український національний фронт». Від 1989 року — Заслужений працівник культури України, дійсний член ICOMOS. У 1990–1995 роках депутат Львівської обласної ради, член комісії з будівництва. 1994 — дійсний член Академії будівництва України, 1996 — Народний архітектор України, 2007 — лауреат Державної премії з архітектури (посмертно).
Фахівець у галузі вивчення та відновлення пам'яток історії та культури Західної України, насамперед унікальних дерев'яних церков таких як Церква Покрови Пресвятої Богородиці (Пирогів). Своїм сучасним виглядом йому завдячують понад 130 пам'яток, у тому числі Олеський замок, Манявський скит, церква св. Юрія у Дрогобичі, храм Йоана Хрестителя у Львові, церква св. Пантелеймона поблизу Галича.
Помер 4 червня 2006 року, похований на Личаківському цвинтарі, поле № 56

## Публікації
З-під пера ученого вийшло понад 100 фундаментальних статей і книг, зокрема заборонений комуністичним режимом путівник «Ансамбль вулиці Руської у Львові» (1982).
- Наталія Сліпченко, Іван Могитич. Проблема збереження дерев'яних храмів в Україні [Архівовано 9 січня 2010 у Wayback Machine.]
- Могитич І., Могитич Р., Мовчан Я. Церква з княжої доби в селі Новосілка // Літопис Борщівщини. Історико-краєзнавчий збірник / ред. М. Сохацький та І. Скочиляс. — Борщів: КТ «Джерело», 1993. — Вип. 4.

## Родина
Батько архітектора-реставратора Могитича Романа Івановича, син народного учителя Могитича Романа Івановича.

## Захоплення
Іван Романович у свій час зібрав чималу колекцію люльок. Розпочав збирати колекцію ще в 1964 році і має люльки з різних областей України, навіть є з Меджибожа люлька, покрита темно-зеленою поливою. Особливо цінував колекціонер люльки з Гуцульщини, які виділяються вишуканими формами і красою орнаменту.

## Виноски
1. ↑  Указ Президента України від 31 жовтня 1996 року N 1017/96 «Питання Комітету із Державної премії України в галузі архітектури»[недоступне посилання з червня 2019]
2. ↑  Криса Л., Фіголь Р. Личаківський некрополь. — Львів, 2006. — С. 317, 318. — ISBN 966-8955-00-5..
3. ↑  Помер Іван Могитич. Львівська газета. 5 червня 2006. Архів оригіналу за 13 серпня 2007. Процитовано 2 вересня 2010.
4. ↑  Козак без люльки, як без коня. Архів оригіналу за 20 серпня 2009. Процитовано 18 жовтня 2010.